# Scoparia cembrella
Scoparia cembrella là một loài bướm đêm trong họ Crambidae.